# Clathrus columnatus
Clathrus columnatus is een paddenstoel uit de familie Phallaceae (stinkzwammen).

## Kenmerken
Deze stinkzwam bestaat uit twee tot vijf, maar gewoonlijk vier rechtopstaande delen die uit het zogenaamde duivelsei omhoogkomen en aan de bovenzijde aan elkaar vastzitten. Hierdoor lijkt het alsof het zuilen zijn die de bovenkant omhooghouden, waarnaar de soortaanduiding columnatus verwijst. De 'zuilen' worden in het Engels ook wel aangeduid als 'dead man's fingers' (dodemansvingers).
Clathrus columnatus kent overeenkomsten met Pseudocolus fusiformis, Clathrus bicolumnatus en Clathrus ruber (traliestinkzwam).

## Verspreiding
De soort komt voor in Oceanië (inclusief Australië, Nieuw-Zeeland en Nieuw-Guinea), Afrika, Noord- en Zuid-Amerika en is ook gezien in China.